# Bunyita
Bunyita (szlovákul: Bunetice) község Szlovákiában, a Kassai kerület Kassa-környéki járásában.

## Fekvése
Kassától 25 km-re északkeletre, az Ósva-patak jobb oldalán található.

## Története
A 18. század végén Vályi András így ír róla: „BUNYITA. Bunyevitze. Tót falu Sáros Vármegyében, birtokosai Ketzer Urak, lakosai egyesűltek, és katolikusok, fekszik Ketzer Peklinnek szomsédságában, mellynek filiája, e’ helységnek határja néhol sovány, és réttyei ritka fűvet teremnek, erdeje nintsen, de más középszerű javai szerént, második Osztálybéli.”
Fényes Elek 1851-ben kiadott geográfiai szótárában így ír a faluról: „Bunyitha, tót falu, Sáros vármegyében, Boroszlóhoz 1/4 órányira: 18 r., 62 g. kath., 58 evang., 6 zsidó lak. F. u. Keczer nemzetség.”
A trianoni diktátumig Sáros vármegye Lemesi járásához tartozott.

## Népessége
| Év:            | 1994. | 2004.    | 2014. | 2024.   |
| -------------- | ----- | -------- | ----- | ------- |
| Emberek száma: | 112   | 100      | 86    | 93      |
| Eltérés:       |       | -10,71 % | -14 % | +8,13 % |

| Év:            | 2023. | 2024.   |
| -------------- | ----- | ------- |
| Emberek száma: | 90    | 93      |
| Eltérés:       |       | +3,33 % |

1910-ben 138, túlnyomórészt szlovák anyanyelvű lakosa volt.
2001-ben 107 szlovák lakosa volt.
2011-ben 85 lakosából 78 szlovák volt.